# Miguel Martinez
Miguel Martinez (Fourchambault, Nièvre, 17 de gener de 1976) va ser un ciclista francès, que va competir en ciclisme de muntanya, ciclocròs i ciclisme en ruta. Els seus millors resultats els va obtenir en el camp a través, guanyant dues medalles olímpiques als Jocs d'Atlanta de 1996 i als de Sydney del 2000. El seu pare Mariano, el seu oncle Martín i el seu germà Yannick també s'han dedicat professionalment al ciclisme.

## Palmarès en ciclisme de muntanya
- 1994
  -  Campió d'Europa júnior en Camp a través
- 1996
  -  Medalla de bronze als Jocs Olímpics d'Atlanta en Camp a través
  -  Campió d'Europa sub-23 en Camp a través
  -  Campió de França en Camp a través
- 1997
  -  Campió del món sub-23 en Camp a través
  -  Campió d'Europa sub-23 en Camp a través
  - 1r a la Copa del món en Camp a través
- 1998
  -  Campió del món sub-23 en Camp a través
- 1999
  -  Campió d'Europa en Camp a través
- 2000
  -  Medalla d'or als Jocs Olímpics de Sydney en Camp a través
  -  Campió del món en Camp a través
  - 1r a la Copa del món en Camp a través

## Palmarès en ciclocròs
- 1996
  -  Campió del món sub-23 en ciclocròs
- 1997
  -  Campió de França sub-23 en ciclocròs
- 1998
  -  Campió de França sub-23 en ciclocròs

## Palmarès en ruta
- 1995
  - 1r a La Durtorccha
- 2002
  - Vencedor d'una etapa a la Volta a Navarra
- 2007
  - 1r al Gran Premi de Villapourçon
- 2008
  - Vencedor d'una etapa al Tour de Beauce

### Resultats al Tour de França
- 2002. 44è de la classificació general